# Eochaid III Iarlaithe
Eochaid III Iarlaithe („Częściowy Lord”) (zm. 666 r.) – król Dál nAraidi z ludu Cruithni w Ulaidzie (Ulster) od 645 r. do swej śmierci, syn Fiachny II Lurgana mac Báetáin, króla Dál nAraidi i Ulaidu. 
Należał do głównej panującej dynastii Dál nAraidi znanej jako Uí Chóelbad. Jej główną siedzibą był Mag Line, znajdujący się na wschód od miasta Antrim w ob. hrabstwie Antrim. W VI i VII w. królestwo Dál nAraidi było częścią konfederacji plemion Cruithni na terenie Ulaidu. Chronologia królów Dál nAraidi jest trudna do ustalenia między bitwą pod Mag Roth w 637 r. a plagą 666 r. Według Księgi z Leinsteru Eochaid był następcą króla o imieniu Lóchéni mac Fíngin (zm. 645 r.). Jak wskazuje jego przydomek miał częściową władzę. Za jego panowania było kilku innych królów Cruithni, w tym jego brat Cathassach I mac Lurggéne.
Irlandzka saga Fingal Rónáin z X w., znana także jako Aided Máele Fothartaig meic Rónáin („Zabójstwo Máel Fothartaiga mac Rónáin”), zawiera szczegóły co do Eochaida. Zachowana we Fragmentarycznej Kronice Irlandii. Według niej młoda córka Eochaida była zamężna ze starszym od niej Rónánem Crachem (zm. ok. 624), królem Leinsteru. Zakochując się w pasierbie Máel Fothartaigu, próbowała go uwieść. Ten jednak odrzucił jej zaloty. Ona postanowiła zemścić się na nim, mówiąc swemu mężowi, że Máel Fothartaig próbował ją zgwałcić. Mąż z tego powodu zabił swego syna. Później bracia mleczni Máel Fothartaiga zabili Eochaida Iarlaithe w zemście. Eochaid pozostawił po sobie syna Lethlobara mac Echach (zm. 709 r.), przyszłego króla Dál nAraidi. Według Księgi z Leinsteru po Eochaidzie królem Dál nAraidi był Máel Cáich mac Scannail (zm. 666 r.), król Cruithni zapewne od 646 r. Jednak źródła podają jego śmierć przed śmiercią Eochaida. Niewykluczone, że bracia wspólnie rządzili królestwem Dál nAraidi.